# Placebo (альбом)
Placebo (рус. Плацебо) — дебютный студийный альбом британской альтернативной рок группы Placebo, выпущенный 17 июля 1996 года на лейбле Virgin Records в Великобритании и 9 июля 1996 года на лейбле Caroline Records в США. Это единственный альбом, в записи которого участвовал барабанщик Роберт Шульцберг; после записи альбома он ушёл из группы. Альбом выпускался в форматах CD, винил и аудиокассеты. С альбома вышло 5 синглов, одна из которых, «Nancy Boy», стала хитом, попав на 4 позицию в британском чарте UK Singles Chart. Альбом был переиздан в 2006 году в честь десятилетия — Placebo. 10th Anniversary Edition.
Альбом Placebo приобрёл коммерческий успех; в британском чарте UK Albums Chart, альбом попал на 5 позицию и продержался там 13 недель. Во французском чарте SNEP альбом занял 50 позицию. В Великобритании дебютный альбом получил две сертификации: золотую 1 мая 1997 года и платиновую 22 июля 2013 года и ещё одну золотую сертификацию во Франции (после того как было продано 88,800 копий альбома). За ноябрь 2000 года было продано около 500,000 копий по всему миру.
NME описал альбом как «опасный, таинственный и совершенно привычный». Музыкальный магазин Trouser Press описал альбом как "устанавливающий трио как сильных соперников Брит-поп сцены". В 1998 году альбом попал в список музыкального журнала Q под названием «Топ 100 альбомов на все времена» под номером 87. Virgin Records поместил альбом на 154 место в своём списке «Топ 1000 альбомов на все времена». В 1999 году музыкальный критик Нед Реджитт поставил альбом на 94 место в своём списке «Топ 136 или Такие альбомы в 90-е».

## Об альбоме
Диск Placebo — единственный альбом, записанный при участии барабанщика Роберта Шульцберга, которого после ухода из группы заменил Стив Хьюитт.
В песне «I Know» использовался музыкальный инструмент диджериду.

## Критика
Делвин Нойгебауэр из Trouser Press написал, что альбом «делает трио сильным соперником в жанре брит-поп».

## Список композиций
| №   | Название                                         | Длительность |
| --- | ------------------------------------------------ | ------------ |
| 1.  | «Come Home»                                      | 5:09         |
| 2.  | «Teenage Angst»                                  | 2:42         |
| 3.  | «Bionic»                                         | 5:00         |
| 4.  | «36 Degrees»                                     | 3:05         |
| 5.  | «Hang On to Your IQ»                             | 5:13         |
| 6.  | «Nancy Boy»                                      | 3:48         |
| 7.  | «I Know»                                         | 4:44         |
| 8.  | «Bruise Pristine»                                | 3:35         |
| 9.  | «Lady of the Flowers»                            | 4:47         |
| 10. | «Swallow» (содержит скрытый трек «H K Farewell») | 4:49/22:24   |

Переиздание помимо десяти треков с дебютного альбома содержит четыре дополнительных трека, трек «H K Farewell», а также бонусный DVD диск.
| №   | Название                | Длительность |
| --- | ----------------------- | ------------ |
| 11. | «Paycheck (Demo)»       | 2:59         |
| 12. | «Flesh Mechanic (Demo)» | 4:28         |
| 13. | «Drowning by Numbers»   | 2:57         |
| 14. | «Slackerbitch»          | 3:23         |
| 15. | «H. K. Farewell»        | 7:30         |

| №   | Название                                                          | Длительность |
| --- | ----------------------------------------------------------------- | ------------ |
| 1.  | «Come Home – Live in Alexandra Palace (11.04.2006)»               | 5:00         |
| 2.  | «Teenage Angst – The Big Breakfast (29.08.1996)»                  | 2:39         |
| 3.  | «Nancy Boy – Top of the Pops (31.01.1997)»                        | 3:09         |
| 4.  | «Lady of the Flowers – Live in Glastonbury Festival (27.06.1998)» | 5:41         |
| 5.  | «Teenage Angst – Live in the White Room (23.08.1996)»             | 2:28         |
| 6.  | «Bruise Pristine – Top of the Pops (23.05.1997)»                  | 2:33         |
| 7.  | «36 Degrees – Live in Wembley Arena (05.11.2004)»                 | 5:02         |
| 8.  | «36 Degrees» (video)                                              |              |
| 9.  | «Teenage Angst» (video)                                           |              |
| 10. | «Nancy Boy» (video)                                               |              |
| 11. | «Bruise Pristine» (video)                                         |              |

## Позиции в чартах
| Чарты (1996–2012)                | Позиция в чарте |
| -------------------------------- | --------------- |
| Франция (SNEP)                   | 50              |
| Greek Albums (IFPI)              | 33              |
| Великобритания (UK Albums Chart) | 5               |

## Участники записи
- Брайан Молко — вокал, электронная гитара, акустическая гитара, бас-гитара, синтезатор
- Стефан Олсдал — бас-гитара, гитара, клавишные, бэк-вокал
- Роберт Шульцберг — ударные, перкуссия, диджериду